# Didier Le Bret
Pour les articles homonymes, voir Le Bret.
Didier Le Bret, né le 25 mars 1963 dans le 18e arrondissement de Paris, est un diplomate français. Coordonnateur national du renseignement français entre juin 2015 et août 2016, il était précédemment directeur du Centre de crise et de soutien du ministère des Affaires étrangères et ambassadeur de France en république d’Haïti.

## Biographie
Né d'un père architecte et d'une mère employée de banque, Didier Le Bret est titulaire d’une maîtrise de lettres classiques, du diplôme de l’Institut d'études politiques de Lyon et d’un DEA (langue, littérature et civilisations françaises) de l'université Lumière-Lyon-II.
Au cours de sa carrière, il a exercé successivement les fonctions de premier secrétaire à Moscou, puis à Vilnius, de premier conseiller à la Mission permanente de la France auprès des Nations unies à New York et de chef de mission de coopération à Dakar. Il a également occupé les fonctions de directeur adjoint au cabinet du secrétaire d’État chargé de la Coopération et de la Francophonie.
En 2013, il occupe les fonctions de directeur du Centre de crise et de soutien du ministère français des Affaires étrangères, institution qui coordonne l’action du gouvernement en réponse aux crises internationales impliquant des ressortissants français ou appelant une réponse humanitaire,,,,,.
Didier Le Bret est ministre plénipotentiaire depuis le mois de février 2015. Le 29 avril 2015, il est nommé ambassadeur à la gestion des crises à l'étranger.
Lors du Conseil des ministres du 3 juin 2015, il est nommé coordonnateur national du renseignement (intérieur, extérieur, militaire, douane et anti-fraude financière).
Didier Le Bret a été auditeur de la 61e session de l'Institut des hautes études de Défense nationale (IHEDN).
Le 24 juillet 2016, L'Opinion révèle son lancement en politique, Didier le Bret doit quitter l'Élysée en novembre 2016 pour se présenter aux législatives dans la 9e circonscription des Français de l’étranger sous l'étiquette du PS.
Il est chargé du projet Affaires étrangères dans la campagne de Vincent Peillon pour la primaire citoyenne de 2017.
Il est ensuite candidat aux élections législatives dans la neuvième circonscription des Français établis hors de France où il termine en quatrième position avec 11,79%.
Après sa carrière diplomatique, Didier Le Bret se reconvertit dans l'« intelligence économique », au service d'ESL & Network, une entreprise qui compte parmi ses clients des dictatures militaires comme le Cameroun : le fait qu'un ancien diplomate, qui « a eu accès à des informations "confidentiel-défense" » monnaye à présent son expérience et son carnet d'adresse pour des entreprises et États étrangers a suscité des réactions indignées dans les médias.
À côté de sa carrière professionnelle, Didier Le Bret s’engage dans la vie associative et l'action citoyenne. Il est à l’initiative de la création de l’association Rendez les doléances qui demande au gouvernement de rendre publics et en ligne les cahiers citoyens du grand débat national, aux côtés de personnalités du monde associatif et politique dont Thomas Ribémont, ancien président d’Action contre la faim et Dorian Dreuil,,[réf. nécessaire].

### Vie privée
Il est père de trois enfants. Le 31 août 2014, Didier Le Bret et Mazarine Pingeot, fille de François Mitterrand apparaissent ensemble publiquement lors du salon La Forêt des livres à Chanceaux-près-Loches (Indre-et-Loire). Ils se marient à Paris en juillet 2017, en présence de François Hollande et Julie Gayet.

## Distinctions
- Chevalier de la Légion d'honneur depuis décembre 2010[24]. Cette décoration lui est remise le 13 mai 2011 par Alain Juppé en déplacement à Port-au-Prince (Haïti).
- Chevalier de l'ordre des Arts et des Lettres [réf. souhaitée]

## Parcours
- 1991-1993 : Administration centrale (Europe)[6].
- 1993-1994 : Troisième secrétaire à Moscou[6].
- 1994-1996 : Deuxième secrétaire à Moscou[6].
- 1996-1998 : Premier secrétaire à Vilnius[6].
- 1998-2002 : Mission permanente de la France auprès des Nations unies à New York[6].
- 2002-2005 : Administration centrale (Coopération internationale et développement), délégué dans les fonctions de sous-directeur du cinéma et de la coopération audiovisuelle[6].
- 2005-2007 : Deuxième conseiller, conseiller de coopération et d’action culturelle à Dakar[6].
- 2007-2009 : Conseiller, puis directeur adjoint au cabinet du secrétaire d’État, chargé de la Coopération et de la Francophonie[6].
- 2009-2012 : Ambassadeur de France en Haïti[25].
- 2013-2015 : Directeur du Centre de crise et de soutien du ministère des Affaires étrangères
- 2015-2016 : coordonnateur national du renseignement (CNR), en remplacement du préfet Alain Zabulon[26],[27],[28],[29]